# 韦尔兰克坦
韦尔兰克坦（法語：Verlincthun，法語發音：[vɛʁlɛ̃ktœ̃]）是法国上法蘭西大區加来海峡省的一个市镇，属于滨海布洛涅区。

## 地理
韦尔兰克坦（50°37'43"N, 1°40'42"E）面积7.02 平方千米，位于法国上法蘭西大區加来海峡省，该省份为法国北部沿海省份，西北濒北海，南至索姆省，东临北部省。
与韦尔兰克坦接壤的市镇（或旧市镇、城区）包括：卡尔利、孔代特、阿兰冈、埃迪尼厄勒-莱布洛涅、内勒、萨梅、丹格里。
韦尔兰克坦的时区为UTC+01:00、UTC+02:00（夏令时）。

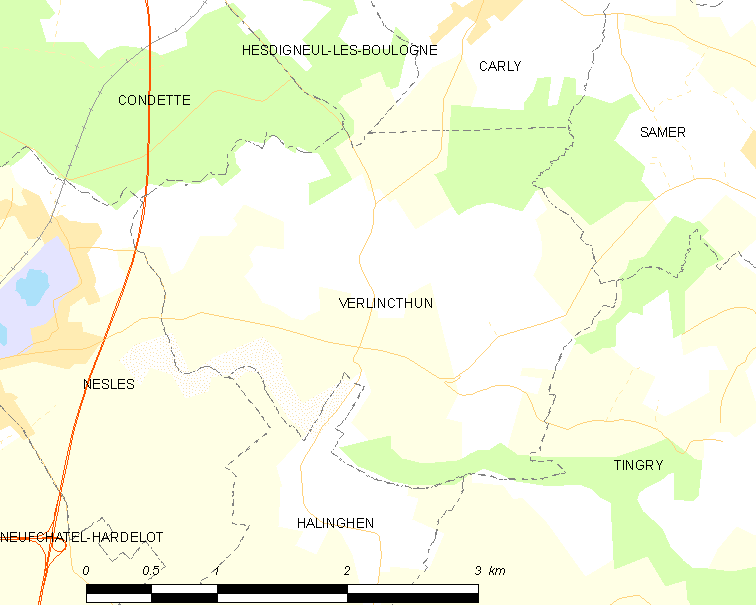
韦尔兰克坦的OSM定位图

## 行政
韦尔兰克坦的邮政编码为62830，INSEE市镇编码为62845。

## 政治
韦尔兰克坦所属的省级选区为代夫勒县。

## 人口

1962-2008年间韦尔兰克坦人口变化图示

韦尔兰克坦于2022年1月1日时的人口数量为514人。